# Dieter Hoffmann
Dieter Hoffmann (27. srpna 1942, Gdaňsk, Polsko – 16. září 2016) byl východoněmecký atlet, mistr Evropy ve vrhu koulí.
Dvakrát reprezentoval na letních olympijských hrách (Tokio 1964, Ciudad de México 1968). Většího úspěchů dosáhl na letní olympiádě v Mexiku 1968, kde ve finále skončil těsně pod stupni vítězů, na čtvrtém místě. Jeho nejdelší pokus měřil rovných dvacet metrů. Bronzovou medaili vybojoval Eduard Guščin ze Sovětského svazu, který hodil v první sérii o devět cm dál. V Tokiu se umístil na předposledním, dvanáctém místě.
V roce 1966 získal stříbrnou medaili na prvních evropských halových hrách v Dortmundu, kde mj. vybojoval bronz Jiří Skobla. Na evropském šampionátu v Athénách 1969 získal za výkon 20,12 m zlatou medaili. Na stupních vítězů ho doplnili další východoněmečtí koulaři Heinz-Joachim Rothenburg (stříbro) a Hans-Peter Gies (bronz). Na následujícím mistrovství Evropy v Helsinkách 1971 skončil na sedmém místě.
Jeho osobní rekord pod širým nebem má hodnotu 20,60 metru (2. červenec 1969, Koblenz).